# تحصیل سمن‌آباد
تحصیل سمن‌آباد (به انگلیسی: Samanabad Town) یک منطقهٔ مسکونی در پاکستان است که در پنجاب واقع شده‌است.